# دليل

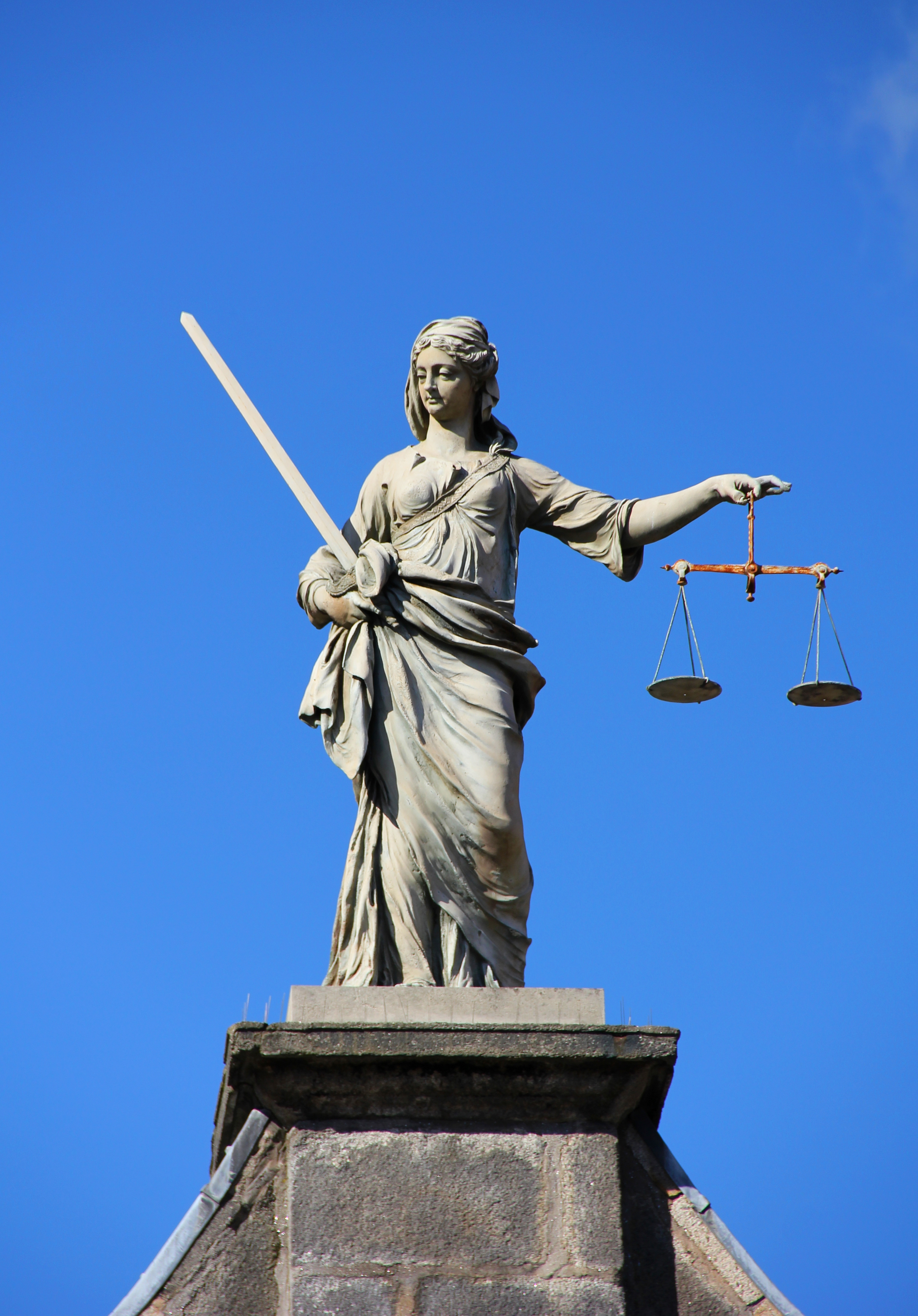
يمكن اعتبار مقاييس التوازن التي تظهر في صور "سيدة العدل" على أنها تمثل وزن الأدلة في إجراءات قانونية.

الدليل, بتفسيره الواسع، هو أي شيء يتم تقديمه لدعم تأكيد ما، لأن الأشياء الواضحة لا شك فيها. هناك نوعان من الأدلة: الدليل الفكري (الواضح والظاهر) والأدلة التجريبية (البراهين).
قد يكون الدعم المذكور قويا أو ضعيفا. أقوى نوع من الأدلة هو الذي يقدم دليلاً مباشرًا على حقيقة التأكيد. في الطرف الآخر، يوجد دليل يتوافق فقط مع تأكيد ولكنه لا يستبعد تأكيدات أخرى متناقضة، كما هو الحال في الأدلة الظرفية.
في القانون، تحكم قواعد الإثبات أنواع الأدلة المقبولة في الإجراءات القانونية. تشمل أنواع الأدلة القانونية الشهادات والأدلة الوثائقية والأدلة المادية. تُعرف أجزاء الدعوى غير الخلافية بشكل عام باسم «وقائع القضية». بالإضافة إلى أي حقائق غير متنازع عليها، عادة ما يتم تكليف القاضي أو هيئة المحلفين بمهمة محاكمات الحقائق في القضايا الأخرى للقضية. يتم استخدام الأدلة والقواعد لاتخاذ قرار بشأن مسائل الوقائع المتنازع عليها، والتي قد يتم تحديد بعضها من خلال عبء الإثبات القانوني ذي الصلة بالقضية. يجب أن تكون الأدلة في حالات معينة (مثل الجرائم التي يُعاقب عليها بالإعدام) أكثر إلحاحًا من الحالات الأخرى (مثل النزاعات المدنية الصغيرة)، مما يؤثر بشكل كبير على جودة وكمية الأدلة اللازمة للبت في القضية.
يتكون الدليل العلمي من الملاحظات والنتائج التجريبية التي تعمل على دعم أو دحض أو تعديل فرضية أو نظرية علمية، عند جمعها وتفسيرها وفقًا للمنهج العلمي.
في الفلسفة، ترتبط دراسة الأدلة ارتباطًا وثيقًا بنظرية المعرفة، التي تأخذ في الاعتبار طبيعة المعرفة وكيف يمكن اكتسابها.

## الدليل الفكري (الظاهر)
أول ما اكتشف في التاريخ هو أن الدليل مرتبط بالحواس. لقد بقيت البصمة في اللغة: ترسخ الكلمة أصلها في المصطلح اللاتيني evidentia, والذي يأتي من videre, vision. بهذا المعنى، فإن الدليل هو ما يقع تحت أعيننا. حدث شيء مشابه في الفلسفة القديمة مع أبيقور. لقد اعتبر أن كل المعرفة قائمة على الإدراك الحسي: إذا أدركت الحواس شيئًا ما، فهو واضح، فهو دائمًا صحيح (را. رسالة إلى Diogenes Laertius, X, 52).
لقد ذهب أرسطو إلى ما هو أبعد من مفهوم الدليل هذا كإدراك سلبي للحواس. لاحظ أنه على الرغم من أن جميع الحيوانات المتفوقة يمكن أن يكون لديها تجارب حسية للأشياء، إلا أن البشر فقط هم الذين يجب عليهم تصورها والتغلغل أكثر فأكثر في واقعهم (را. الميتافيزيقا، 449, ب؛ عن الذاكرة، 452, أ؛ الفيزياء 1, ج. 1). هذا الفهم المؤكد أن العقل يحصل على الأشياء عندما يراها، فإنه يجعلها بطريقة فطرية وضرورية (إنه ليس شيئًا مكتسبًا، كما يمكن أن تكون عادة العلم، التي يتحدث عنها في كتاب الأخلاق الرابع). بالنسبة لأرسطو، فإن الدليل ليس مجرد تصور سلبي للواقع، بل هو عملية اكتشافات تدريجية، معرفة «تحدد وتقسم» بشكل أفضل وأفضل «غير محدد وغير محدد»: إنها تبدأ بما هو أكثر وضوحًا بالنسبة لنا، من أجل تنتهي بما هو أكثر صحة وأكثر وضوحًا في الطبيعة.
أن الأكويني في وقت لاحق تعميق التمييز من غ رباعية الأدلة ورباعية حد ذاته اقترح بالفعل من قبل أرسطو (راجع الخلاصة ث. معدل الذكاء. 2, اليوم المريخي.). لم يفهم أي من هذين الدليلين بمصطلحات منطقية أو رسمية بحتة، مثل العديد من المدارس الفكرية التي تميل إلى فهمها اليوم. أثبتت نظريته في المعرفة أنها أكثر ثراءً. في الواقعية الفلسفية، توفر الحواس (البصر، الصوت، إلخ) بيانات صحيحة عن ماهية الواقع؛ لا يكذبون علينا إلا إذا ضمروا. عندما يتم التقاط الأنواع الحساسة (أو الشبح الأرسطي) التي تكونت بواسطة القوى الأدنى بواسطة الذكاء، فإنها تعرف على الفور البيانات من الواقع وتستخلصها؛ فالذكاء بنوره عبر «الدراسة» و «العزم» و «الانقسام» سينتهي به الأمر إلى تكوين مفاهيم وأحكام واستدلال. أول اكتساب فوري للواقع، خالٍ من التفكير المنظم، هو أول دليل يلتقطه العقل. ثم يدرك العقل الحقائق الأخرى الواضحة (مثل 2 + 2 = 4 أو أن «المجموع أكبر من أو يساوي الجزء») عندما يقارن ويتعلق بالمعرفة التي تم استيعابها سابقاً.
اعتبر التقليد السكولاستي أن هناك بعض «المبادئ الأساسية للعقل العملي»، والمعروفة على الفور وبشكل واضح، والتي لا يمكن كسرها أو إلغاؤها. ستكون هذه المبادئ الأخلاقية هي أكثر القوانين الطبيعية نوويًا. ولكن بالإضافة إلى ذلك، سيكون هناك جزء آخر من القانون الطبيعي (يتكون من استقطاعات أو مواصفات لتلك المبادئ) يمكن أن يتغير بمرور الوقت ومع تغير الظروف. بهذه الطريقة، سيتألف القانون الطبيعي من بعض المبادئ الصغيرة غير القابلة للتغيير ومحتوى متغير هائل.
يشير فينيز وغريسز وبويلر  إلى أن ما هو بديهي لا يمكن التحقق منه بالتجربة، ولا يمكن استنتاجه من أي معرفة سابقة، ولا يمكن استنتاجه من أي حقيقة أساسية من خلال أرضية وسطى. يشيرون على الفور إلى أن المبادئ الأولى واضحة بحد ذاتها، ولا تُعرف إلا من خلال معرفة معاني المصطلحات، ويوضحون أن «هذا لا يعني أنها مجرد توضيحات لغوية، ولا أنها حدس - رؤى لا علاقة لها بـ البيانات. بل يعني أن هذه الحقائق معروفة (لا) بدون أي حد متوسط (بحد ذاتها)، من خلال فهم ما تدل عليه مصطلحاتها». ثم عندما يتحدث تحديدا عن المبادئ العملية، يشيرون إلى أنهم ليسوا الحدس دون محتويات، ولكن تأتي البيانات الخاصة بهم من الكائن الذي التصرفات الإنسانية الطبيعية تميل، التي تحفز السلوك ودليل الإجراءات الإنسان (ص 108). تلك السلع التي يميل إليها البشر في المقام الأول، والتي لا يمكن «اختزالها» إلى سلعة أخرى (أي أنها ليست وسيلة لتحقيق غاية)، فهي تعتبر «واضحة»: «لأن الخير الأساسي هي أسباب لا مزيد من الأسباب»(ص 110).
اعتبر جورج أورويل (2009) أن أحد الواجبات الرئيسية لعالم اليوم هو استعادة ما هو واضح. في الواقع، عندما ينمو التلاعب باللغة لأغراض سياسية بقوة، عندما تكون «الحرب سلام»، «الحرية عبودية»، «الجهل قوة»، من المهم إعادة اكتشاف المبادئ الأساسية للعقل. صمم ريوفريو طريقة للتحقق من صحة الأفكار أو المبادئ أو الأسباب التي يمكن اعتبارها «واضحة»، واختبار جميع الخصائص العشر للأشياء الواضحة في تلك الأفكار.

## الدليل التجريبي (في العلم)
تتراكم الأدلة في البحث العلمي من خلال ملاحظات الظواهر التي تحدث في العالم الطبيعي، أو التي يتم إنشاؤها كتجارب في المختبر أو في ظروف أخرى خاضعة للرقابة. يذهب الدليل العلمي عادة نحو دعم أو رفض الفرضية.
يقع عبء الإثبات على عاتق الشخص الذي يقدم مطالبة محل نزاع. في نطاق العلم، يُترجم هذا إلى العبء الذي يقع على عاتق مقدمي الورقة، حيث يناقش مقدمو الورقة نتائجهم المحددة. يتم وضع هذه الورقة أمام لجنة من الحكام حيث يجب على مقدم العرض الدفاع عن الأطروحة ضد جميع التحديات.
عندما يكون الدليل متناقضًا مع التوقعات المتوقعة، غالبًا ما يتم فحص الأدلة وطرق تحقيقها عن كثب وفقط في نهاية هذه العملية يتم رفض الفرضية: يمكن الإشارة إلى هذا باسم «دحض الفرضية». يتم جمع قواعد الأدلة التي يستخدمها العلم بشكل منهجي في محاولة لتجنب التحيز المتأصل في الأدلة القصصية.

## قانون

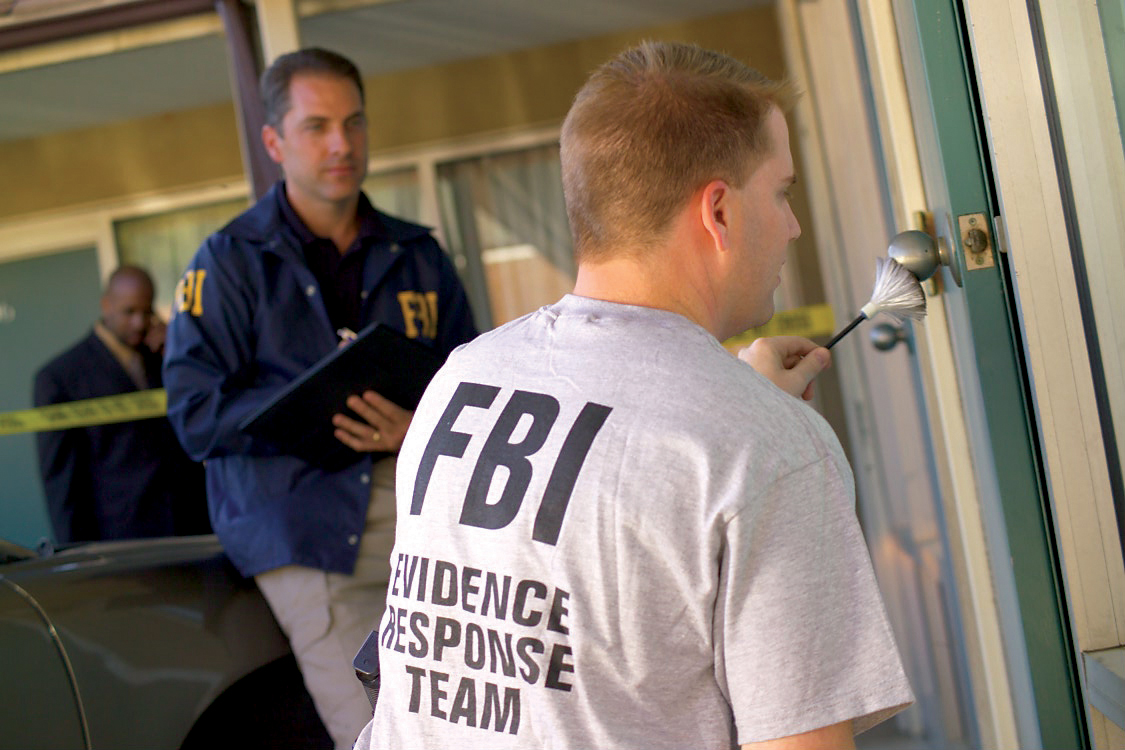
يقوم فريق الاستجابة للأدلة التابع لمكتب التحقيقات الفيدرالي بجمع الأدلة عن طريق نفض الغبار عن المنطقة للحصول على بصمات الأصابع

في القانون، يعتمد تقديم الأدلة وعرضها أولاً على تحديد من يقع عليه عبء الإثبات. الأدلة المقبولة هي تلك التي تتلقاها المحكمة وتنظر فيها لأغراض الفصل في قضية معينة. يوجد اعتباران أساسيان لعبء الإثبات في القانون. الأول على من يقع العبء. في العديد من المحاكم، وخاصة الغربية، يقع عبء الإثبات على عاتق الادعاء في القضايا الجنائية والمدعي في القضايا المدنية. الاعتبار الثاني هو درجة إثبات اليقين التي يجب أن تصل، اعتمادًا على كل من كمية الأدلة وجودتها. تختلف هذه الدرجات في القضايا الجنائية والمدنية، فالأولى تتطلب أدلة لا مجال للشك فيها، والأخيرة تنظر فقط إلى الجانب الذي له رجحان الأدلة، أو ما إذا كان الاقتراح على الأرجح صحيحًا أم خاطئًا. يقرر صانع القرار، غالبًا هيئة محلفين، ولكن في بعض الأحيان قاضيًا، ما إذا كان عبء الإثبات قد تم الوفاء به.
بعد تحديد من سيتحمل عبء الإثبات، يتم جمع الأدلة أولاً ثم عرضها على المحكمة:

### مجموعة
في التحقيق الجنائي، بدلاً من محاولة إثبات نقطة مجردة أو افتراضية، يحاول جامعو الأدلة تحديد المسؤول عن فعل إجرامي. ينصب تركيز الأدلة الجنائية على ربط الأدلة المادية وتقارير الشهود بشخص معين.

### عرض
يُطلق على المسار الذي تسلكه الأدلة المادية من مسرح الجريمة أو اعتقال المشتبه به إلى قاعة المحكمة «سلسلة الاحتجاز». في قضية جنائية، يجب توثيق هذا المسار بوضوح أو إثباته من قبل أولئك الذين تعاملوا مع الأدلة. إذا تم كسر سلسلة الأدلة، فقد يتمكن المدعى عليه من إقناع القاضي بإعلان عدم قبول الأدلة.
يختلف تقديم الأدلة أمام المحكمة عن جمع الأدلة في نواحٍ مهمة. قد يتخذ جمع الأدلة عدة أشكال؛ يخضع تقديم الأدلة التي تميل إلى إثبات أو دحض النقطة المعنية بقواعد صارمة. يؤدي عدم اتباع هذه القواعد إلى أي عدد من العواقب. في القانون، تسمح بعض السياسات (أو تتطلب) استبعاد الأدلة من الاعتبار بناءً على المؤشرات المتعلقة بالموثوقية، أو الاهتمامات الاجتماعية الأوسع. الشهادة (التي تحكي) والمستندات (التي تظهر) هما الفئتان الرئيسيتان للأدلة المقدمة في محاكمة أو جلسة استماع. في الولايات المتحدة، يتم قبول الأدلة في المحكمة الفيدرالية أو استبعادها بموجب قواعد الإثبات الفيدرالية.

### عبء الإثبات
عبء الإثبات هو التزام الطرف في حجة أو نزاع بتقديم أدلة كافية لتغيير اعتقاد الطرف الآخر أو الطرف الثالث عن موقفه الأولي. يجب الوفاء بعبء الإثبات من خلال كل من إثبات الأدلة ونفي أدلة المعارضة. الاستنتاجات المستخلصة من الأدلة قد تكون عرضة للنقد على أساس الفشل المتصور في الوفاء بعبء الإثبات.
هناك اعتباران رئيسيان هما:
1. على من يقع عبء الإثبات؟
2. إلى أي درجة من اليقين يجب دعم هذا التأكيد؟

يعتمد السؤال الأخير على طبيعة النقطة محل الخلاف ويحدد كمية ونوعية الأدلة المطلوبة للوفاء بعبء الإثبات.
في محاكمة جنائية في الولايات المتحدة، على سبيل المثال، يتحمل الادعاء عبء الإثبات لأن المتهم بريء حتى تثبت إدانته بما لا يدع مجالاً للشك. وبالمثل، في معظم الإجراءات المدنية، يتحمل المدعي عبء الإثبات ويجب عليه إقناع القاضي أو هيئة المحلفين بأن رجحان الأدلة في جانبهم. وتشمل معايير الإثبات القانونية الأخرى «الشك المعقول»، و «السبب المحتمل» (مثل الاعتقال)، و «الدليل الظاهر»، و «الأدلة الموثوقة»، و «الأدلة المادية»، و «الأدلة الواضحة والمقنعة».
في الجدل الفلسفي، هناك عبء إثبات ضمني على الطرف الذي يدعي ادعاءً، لأن الموقف الافتراضي عمومًا هو موقف الحياد أو عدم الإيمان. لذلك، يتحمل كل طرف في المناقشة عبء الإثبات لأي تأكيد يقدمه في الحجة، على الرغم من أن بعض التأكيدات قد يمنحها الطرف الآخر دون مزيد من الأدلة. إذا تم تعيين النقاش على خط النار في قرار لتكون معتمدة من قبل جهة وتدحضه آخر، والعبء الإجمالي الإثبات يقع على الجانب دعم القرار.

## أنواع
- دليل رقمي
- خبرة شخصية
- دليل ملموس
- دليل العلاقة
- دليل علمي
- دليل الشهادة
- دليل التتبع